# 香港公共關係專業人員協會
香港公共關係專業人員協會（英語：Hong Kong Public Relations Professionals' Association，簡稱PRPA）是香港一個公共關係行業業界組織，由現職公共關係從業人員組成。

## 沿革
該會成立於1995年5月1日，創會會員為鄭景鴻、池文皓、關則輝等十名公共關係從業者。曾被學者視為香港最具影響力及最活躍的公共關係業界組織。
2010年起，舉辦「香港公共關係獎」，直至2019-20年共舉行四屆。
2016年，成為香港總商會會員。
2020年，該會成立25週年，推動業界人士簽署首個「公關專業承諾」。又與各大專院校合辦學生與業內人士的師友配對計劃。

## 備註
1. ↑  按學者陳霓2006年之說（時任香港浸會大學傳播系副教授）。

## 外部連結
香港公共關係專業人員協會官方網站 （页面存档备份，存于）